# 파벨 그라초프

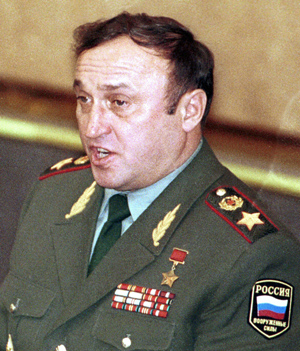
파벨 그라초프

파벨 세르게예비치 그라초프(러시아어: Па́вел Серге́евич Грачё́в, 1948년 1월 1일 ~ 2012년 9월 23일)는 소비에트 연방과 러시아의 군인이자 정치인이다. 1992년부터 1996년까지 러시아 연방의 초대 국방장관을 역임하였으며, 1988년 소비에트 연방 영웅 칭호를 받았다.
그라초프는 국방장관 재임 시절, "체첸 내 불법 무장조직의 해체와 헌정질서의 회복"이라는 명분으로 러시아군이 체첸을 침공하게 했다. 그 뒤에는 1997년부터 2007년까지 러시아 국영 무기 회사인 로소보로넥스포르트(Rosoboronexport)를 이끌었다.
2012년 급성 수막뇌염을 앓다가 사망했다.
| 전임 보리스 옐친 (권한 대행) | 러시아 연방 국방장관 1992년 ~ 1996년 | 후임 미하일 콜레스니코프 (권한 대행) |